# Judo la Jocurile Olimpice de vară din 2016
Probele sportive de judo la Jocurile Olimpice de vară din 2016 s-au desfășurat în perioada 6–12 august 2016 pe Arena Carioca 2 din Rio de Janeiro în Brazilia. Concurenții s-au împărțit în 14 categorii de greutate: șapte pentru bărbați și șapte pentru femei.

## Medaliați

### Masculin
| Probă         | Aur                            | Argint                                            | Bronz                                                                       |
| 60 kg detalii | Beslan Mudranov · Rusia (RUS)  | Yeldos Smetov · Kazahstan (KAZ)                   | Naohisa Takato · Japonia (JPN) · Diyorbek Urozboev · Uzbekistan (UZB)       |
| 66 kg         | Fabio Basile · Italia (ITA)    | An Ba-ul · Coreea de Sud (KOR)                    | Rishod Sobirov · Uzbekistan (UZB) · Masashi Ebinuma · Japonia (JPN)         |
| 73 kg         | Shohei Ono · Japonia (JPN)     | Rustam Orujov · Azerbaidjan (AZE)                 | Lasha Shavdatuashvili · Georgia (GEO) · Dirk Van Tichelt · Belgia (BEL)     |
| 81 kg         | Hasan Halmurzaev · Rusia (RUS) | Travis Stevens · Statele Unite ale Americii (USA) | Sergiu Toma · Emiratele Arabe Unite (UAE) · Takanori Nagase · Japonia (JPN) |
| 90 kg         | Mashu Baker · Japonia (JPN)    | Varlam Liparteliani · Georgia (GEO)               | Gwak Dong-han · Coreea de Sud (KOR) · Cheng Xunzhao · China (CHN)           |
| 100 kg        | Lukáš Krpálek · Cehia (CZE)    | Elmar Gasimov · Azerbaidjan (AZE)                 | Cyrille Maret · Franța (FRA) · Ryunosuke Haga · Japonia (JPN)               |
| peste 100 kg  | Teddy Riner · Franța (FRA)     | Hisayoshi Harasawa · Japonia (JPN)                | Rafael Silva · Brazilia (BRA) · Or Sasson · Israel (ISR)                    |

### Feminin
| Probă       | Aur                                               | Argint                                 | Bronz                                                                    |
| 48 kg       | Paula Pareto · Argentina (ARG)                    | Jeong Bo-kyeong · Coreea de Sud (KOR)  | Ami Kondo · Japonia (JPN) · Galbadrakhyn Otgontsetseg · Kazahstan (KAZ)  |
| 52 kg       | Majlinda Kelmendi · Kosovo (KOS)                  | Odette Giuffrida · Italia (ITA)        | Misato Nakamura · Japonia (JPN) · Natalia Kuziutina · Rusia (RUS)        |
| 57 kg       | Rafaela Silva · Brazilia (BRA)                    | Dorjsürengiin Sumiyaa · Mongolia (MGL) | Telma Monteiro · Portugalia (POR) · Kaori Matsumoto · Japonia (JPN)      |
| 63 kg       | Tina Trstenjak · Slovenia (SLO)                   | Clarisse Agbegnenou · Franța (FRA)     | Yarden Gerbi · Israel (ISR) · Anicka van Emden · Olanda (NED)            |
| 70 kg       | Haruka Tachimoto · Japonia (JPN)                  | Yuri Alvear · Columbia (COL)           | Sally Conway · Marea Britanie (GBR) · Laura Vargas Koch · Germania (GER) |
| 78 kg       | Kayla Harrison · Statele Unite ale Americii (USA) | Audrey Tcheuméo · Franța (FRA)         | Mayra Aguiar · Brazilia (BRA) · Anamari Velenšek · Slovenia (SLO)        |
| peste 78 kg | Émilie Andéol · Franța (FRA)                      | Idalys Ortiz · Cuba (CUB)              | Kanae Yamabe · Japonia (JPN) · Yu Song · China (CHN)                     |

## Clasament pe medalii
Legendă
  *   Țara-gazdă
| Loc   | Țară                       | Aur | Argint | Bronz | Total |
| ----- | -------------------------- | --- | ------ | ----- | ----- |
| 1     | Japonia                    | 3   | 1      | 8     | 12    |
| 2     | Franța                     | 2   | 2      | 1     | 5     |
| 3     | Rusia                      | 2   | 0      | 1     | 3     |
| 4     | Italia                     | 1   | 1      | 0     | 2     |
| 4     | Statele Unite ale Americii | 1   | 1      | 0     | 2     |
| 6     | Brazilia*                  | 1   | 0      | 2     | 3     |
| 7     | Slovenia                   | 1   | 0      | 1     | 2     |
| 8     | Argentina                  | 1   | 0      | 0     | 1     |
| 8     | Cehia                      | 1   | 0      | 0     | 1     |
| 8     | Kosovo                     | 1   | 0      | 0     | 1     |
| 11    | Coreea de Sud              | 0   | 2      | 1     | 3     |
| 12    | Azerbaidjan                | 0   | 2      | 0     | 2     |
| 13    | Georgia                    | 0   | 1      | 1     | 2     |
| 13    | Kazahstan                  | 0   | 1      | 1     | 2     |
| 15    | Columbia                   | 0   | 1      | 0     | 1     |
| 15    | Cuba                       | 0   | 1      | 0     | 1     |
| 15    | Mongolia                   | 0   | 1      | 0     | 1     |
| 18    | China                      | 0   | 0      | 2     | 2     |
| 18    | Israel                     | 0   | 0      | 2     | 2     |
| 18    | Uzbekistan                 | 0   | 0      | 2     | 2     |
| 21    | Belgia                     | 0   | 0      | 1     | 1     |
| 21    | Germania                   | 0   | 0      | 1     | 1     |
| 21    | Marea Britanie             | 0   | 0      | 1     | 1     |
| 21    | Olanda                     | 0   | 0      | 1     | 1     |
| 21    | Portugalia                 | 0   | 0      | 1     | 1     |
| 21    | Emiratele Arabe Unite      | 0   | 0      | 1     | 1     |
| Total | Total                      | 14  | 14     | 28    | 56    |